# Charles Fane (1er vicomte Fane)
Charles Fane (janvier 1676 - 4 juillet 1744) est un courtisan anglo-irlandais, homme politique et propriétaire terrien en Angleterre et en Irlande.

## Famille
Fane est baptisé à Basildon dans le Berkshire le 30 janvier 1676, il est le deuxième fils mais héritier de Henry Fane, de Basildon, (1650-1705/06), et de son épouse Elizabeth, fille de Thomas Southcott d'Exeter.
La mort de son frère aîné fait de lui l'héritier éventuel des domaines Bourchier ; les manoirs de Lough Gur et Glenogra dans le comté de Limerick et de Clare, près de Tandragee, dans le comté d'Armagh ; au domaine Fane à Basildon dans le Berkshire ; et au domaine Southcott à Calwoodley dans le Devon.
Le frère aîné Henry Bourchier Fane est porte-étendard des Gentlemen Pensioners du 10 avril 1689 jusqu'au début de 1696, date à laquelle il est tué à la suite d'un duel (dimanche 12 avril 1696 à Leicester Fields), par Elizeus Burges (vers 1670-1736).
Ayant quitté le Wadham College d'Oxford (il s'inscrit le 3 avril 1693, fil. eq. de Balneo natu minor . Engagé pour Battels, le 21 janvier 1702/03) Fane remplace son frère aîné en tant que porte-drapeau à partir du 20 avril 1696, poste qu'il quitte le 31 mars 1712.
Pendant ce temps, son jeune frère George Fane devient commandant du navire royal le Lowestoffe, (un 5e taux, 104,5 x 28 pieds (8,5344 m) navire construit au chantier naval de Chatham en 1697). Nommé capitaine en 1709, il meurt sans descendance à New York la même année.

## Carrière politique
Fane est nommé sous-lieutenant (DL) pour le Berkshire, le 21 septembre 1715. Il est député irlandais pour Killybegs dans le comté de Donegal, un siège contrôlé par la famille Conygham, de 1715 à 1719 .
Le 22 avril 1718, il est créé baron de Loughguyre, dans le comté de Limerick, et vicomte Fane, tous deux dans la pairie d'Irlande. Il prend son siège sept ans plus tard, le 21 avril 1725, après avoir été nommé au Conseil privé d'Irlande le 5 mai 1718. Il est le beau-frère de James Stanhope, devenu premier lord du Trésor en 1717, créé baron Stanhope d'Elvaston et vicomte Stanhope de Mahon le 3 juillet 1717, secrétaire d'État pour le département du Sud en 1718, créé comte, huit jours seulement avant Fane, le 14 avril 1718.
Il se présente sans succès pour le Berkshire aux élections du 30 août 1727. Au scrutin, Fane (1319 voix) est devancé par Robert Packer (1620 voix) et John Stonhouse (1558 voix).

## Famille

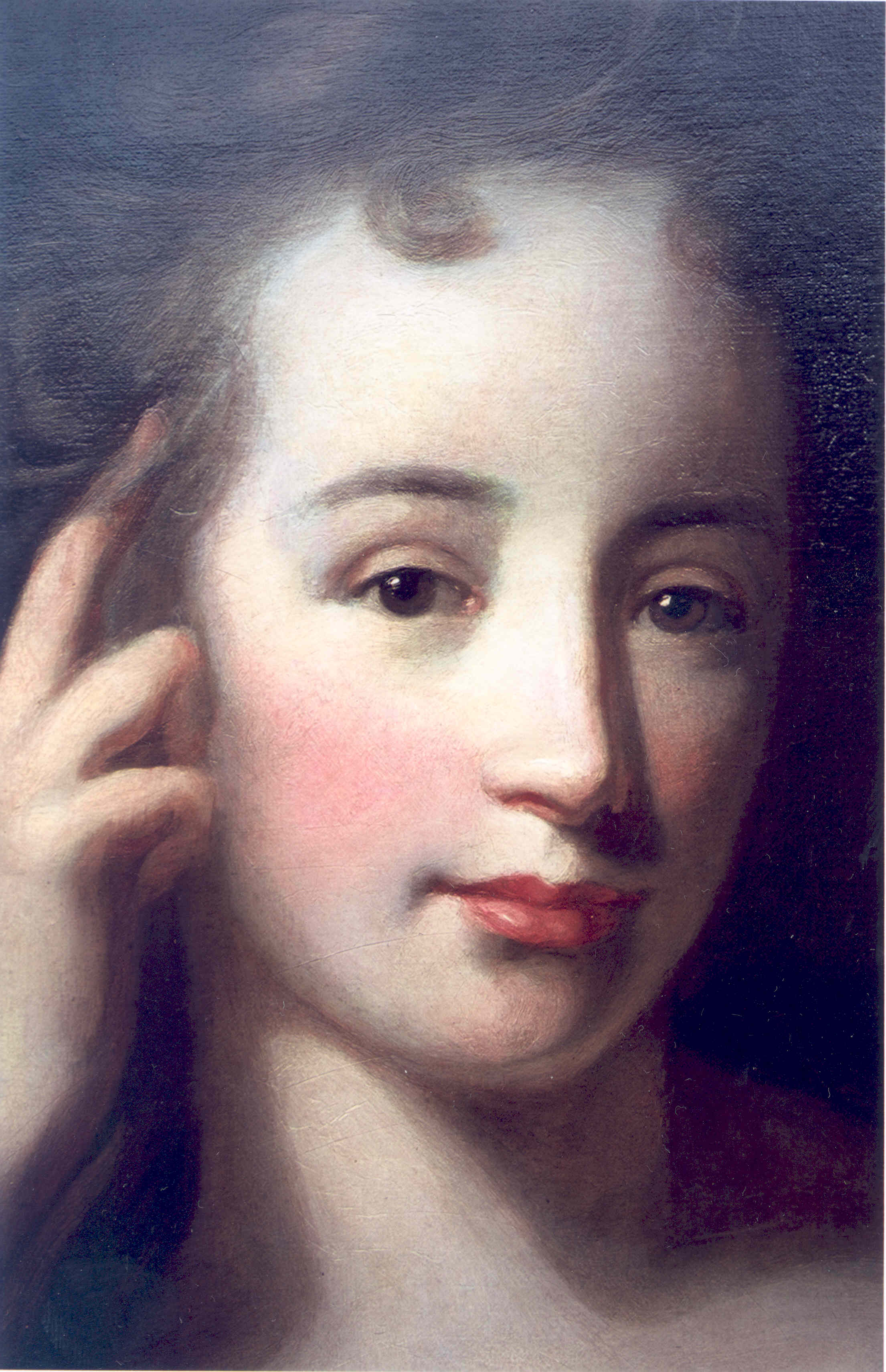
Lady Fane, détail d'un portrait de Schalken, 1702. La version principale de cette peinture est à Chevening

Fane épouse à l'hôpital de Chelsea, le 12 décembre 1707, Mary (1686–1762) fille d'Alexander Stanhope, (le plus jeune fils du premier comte de Chesterfield). Sœur du soldat-homme d'État James Stanhope (1673-1721), Mary Fane est également une vieille amie de la Maîtresse de la garde-robe, Sarah Churchill, ayant été l'une des six demoiselles d'honneur originales de la reine Anne, nommé le 4 juin 1702, poste qu'elle quitte en novembre 1707.
Fane meurt le 7 juillet 1744 et est inhumé à Basildon le 16 juillet 1744, à l'âge de 68 ans. Sa veuve meurt à l'âge de 76 ans et est inhumée à Basildon le 30 août 1762. Ils ont sept enfants.
- Charles Fane (2e vicomte Fane)
- Marie qui épouse Jérôme de Salis (2e comte de Salis) (en)
- Élisabeth de Windsor (1711-1760) ;
- Dorothy Fane qui épouse John Montagu (4e comte de Sandwich) ;
- Charlotte de Chelsea (1718-1765), (& c1751, de 10, Old Burlington Street) ;
- et deux qui sont morts enfants, Lucy (d.1713) et James (d. 1714).

De 1751 à 1758, Mary, la vicomtesse Fane vit au n° 2, Swan Walk, Chelsea, Londres (construit de 1711 à 1712) .

## Sources
- R. de Salis, Quadrennial di Fano Saliceorum, vol. one, London, [publisher needed], 2003
- G. E. Cokayne, Vicary Gibbs et H.A. Doubleday, The Complete Peerage..., vol. 5, London, St. Catherine Press, 1926
- Pam Pheasant, The Grotto House, Toil and Leisure in a modest country house in Berkshire, ILAM, 2003 (ISBN 1-873903-99-5)
  - autres imprimés ( VCH ), et manuscrits et connaissances familiales.
- Romney Sedwick, The House of Commons 1715-1754, H.M.S.O. for H.P.T., 1970
- Edith Mary Johnston-Liik, History of the Irish Parliament 1692 – 1800, Commons, Constituencies and statutes, vol. 4, Ulster Historical Foundation, 2002
- Impression de Basselden de John Farrington de Streatley Hill, 1793
- Rev. Robert Barlow Gardiner et George Bell, The Registers of Wadham College, Oxford, part 1, 1613–1719, Covent Garden, [publisher needed], 1889
- Elizabeth Montagu the Queen of the blue stockings: her correspondence from 1720 to 1761, vol. 1, London, [publisher needed], 1906
- R. de Salis, Fane-Stanhope scagliola, London, [publisher needed], 2008